# Aganippe winsori
Aganippe winsori är en spindelart som beskrevs av Faulder 1985. Aganippe winsori ingår i släktet Aganippe och familjen Idiopidae.
Artens utbredningsområde är Victoria, Australien. Inga underarter finns listade i Catalogue of Life.